# آند خشک

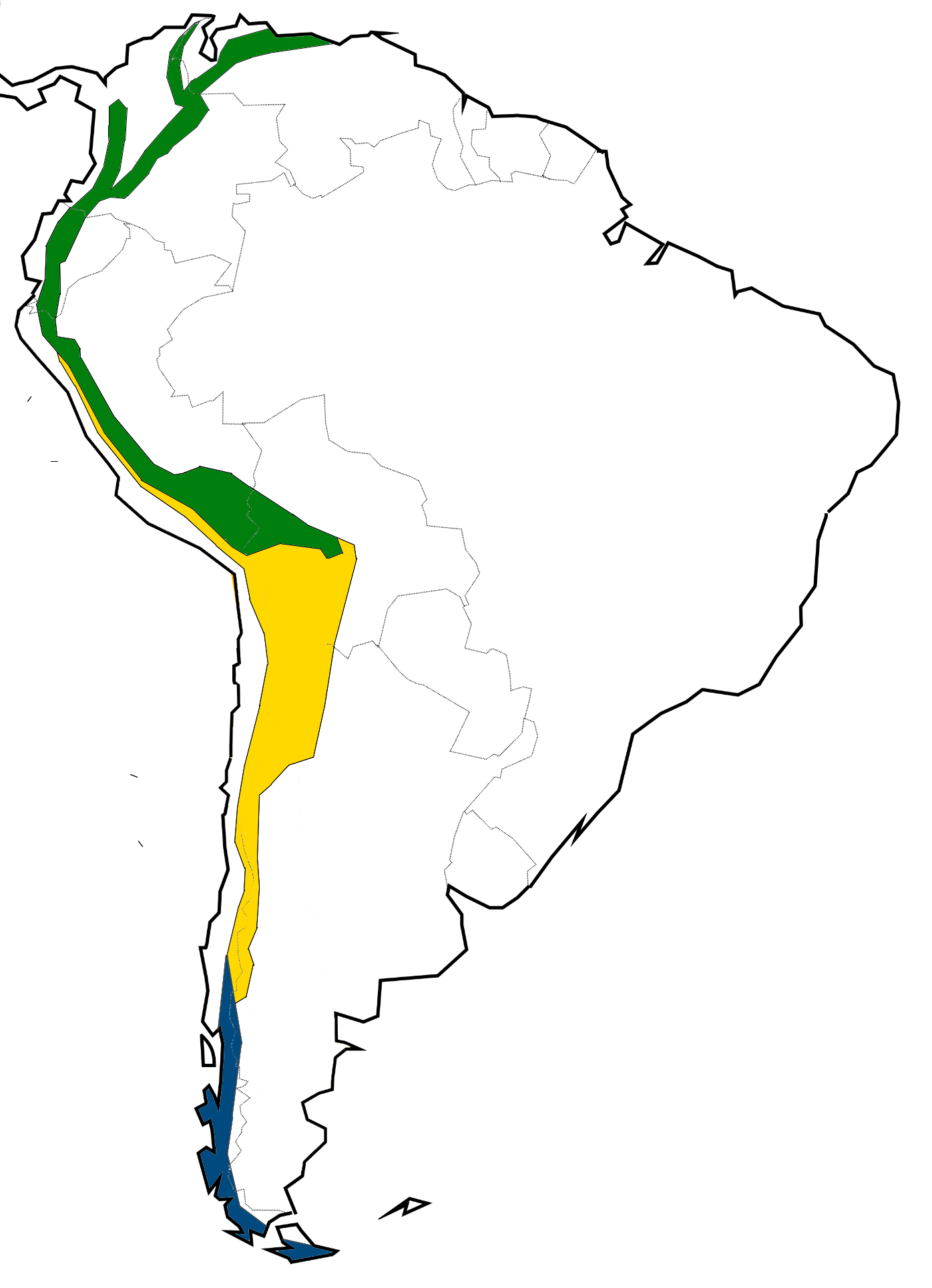
نقشه مناطق اقلیمی کوه‌های آند. پهنه آند حاره‌ای با رنگ سبز، آند خشک با رنگ زرد و آند مرطوب با آبی تیره مشخص شده‌اند.

آند خشک (اسپانیایی: Andes áridos‎) یک اقلیم و زیرمنطقه یخچال‌شناسی کوه‌های آند واقع در شیلی، شمال غرب آرژانتین، بولیوی می‌باشد. آند خشک ۶٬۹۶۱ متر بالاتر از سطح دریا واقع شده‌است.